# Liste der Straßennamen von Soltau

Wappen der Stadt Soltau

Die Liste der Straßennamen von Soltau listet alle Straßen der Stadt Soltau inklusive der 16 zugehörigen Ortsteile auf. Die Liste enthält neben dem Straßennamen und der Zuordnung zu einem Ortsteil außerdem eine kurze Erklärung zur Herkunft des Namens und das Datum der Straßenwidmung, dies ist gerade bei älteren Straßen jedoch nicht mit dem Tag der erstmaligen Benennung oder dem Bau der Straße zu verwechseln.

## Straßenverzeichnis
| A | B | C | D | E | F | G | H | I | J | K | L | M | N | O | P | Q | R | S | T | U | V | W | X | Y | Z |

| Straßenname                     | Ortsteil       | Datum der Widmung | Herkunft des Namens |
| ------------------------------- | -------------- | ----------------- | --- |
| Abelbecker Weg                  | Harber         | 24. Feb. 1970     | benannt nach dem Weiler Abelbeck |
| Achtergang                      | Soltau         | 2. Juni 1999      | von achter als plattdeutsche Bezeichnung für hinter |
| Adolf-Arnold-Weg                | Soltau         | 24. Feb. 1970     | benannt nach dem Redakteur und Schriftsteller Adolf Arnold (1873–1953), Mitbegründer des Heimatbundes Lohengau |
| Adolf-Reichwein-Straße          | Soltau         | 15. Dez. 1988     | benannt nach dem Pädagogen, Wirtschaftswissenschaftler und Politiker Adolf Reichwein (1898–1944) |
| Ahlftener Kirchweg              | Ahlften        | 1. März 1970      | benannt nach dem Ort Ahlften |
| Ahornweg                        | Soltau         | 24. Feb. 1970     | benannt nach der Baumart Ahorn |
| Akazienweg                      | Dittmern       | 21. Aug. 1969     | benannt nach der Baumart Akazie |
| Albert-Schweitzer-Straße        | Soltau         | 24. Feb. 1970     | benannt nach dem Theologen, Arzt und Nobelpreisträger Albert Schweitzer (1875–1965) |
| Albrecht-Thaer-Straße           | Soltau         | 24. Feb. 1970     | benannt nach dem Wissenschaftler Albrecht Daniel Thaer (1752–1828), Begründer der Agrarwissenschaft |
| Alfred-Delp-Straße              | Soltau         | 9. Sep. 1999      | benannt nach dem Theologen Alfred Delp (1907–1945) |
| Alm                             | Meinern        | 20. Feb. 1970     | benannt nach dem Ort Alm |
| Almer Kirchweg                  | Soltau         | 24. Feb. 1970     | benannt nach dem Ort Alm |
| Almer Weg                       | Soltau         |                   | benannt nach dem Ort Alm |
| Almhöhe                         | Soltau         | 24. Feb. 1970     | benannt nach dem Ort Alm |
| Almwiese                        | Soltau         |                   | |
| Alte Trift                      | Soltau         | 24. Feb. 1970     | Trift (von treiben) bezeichnet den vom Vieh benutzen Weg zwischen Weideland und Stall |
| Alte Zollstraße                 | Tetendorf      |                   | |
| Alter Badeweg                   | Soltau         | 24. Feb. 1970     | benannt nach der alten Badanstalt, die früher hinter der heutigen Bibliothek Waldmühle lag |
| Alter Grenzweg                  | Soltau         | 24. Feb. 1970     | benannt nach der alten Grenzscheide zwischen Soltau und Tetendorf an dieser Stelle |
| Am Alten Stadtgraben            | Soltau         | 6. Juli 1983      | verläuft entlang der früheren Burg, die von einem Stadtgraben umgeben war |
| Am Bahnhof                      | Soltau         | 24. Feb. 1970     | benannt nach dem benachbarten Bahnhof Soltau (Han) |
| Am Berge                        | Ahlften        | 1. März 1970      | |
| Am Bienenzaun                   | Dittmern       | 10. Apr. 2001     | |
| Am Ebshang                      | Ahlften        | 1. März 1970      | benannt nach dem Ebsmoor |
| Am Fasanenbusch                 | Woltem         |                   | |
| Am Güterbahnhof                 | Soltau         | 30. Dez. 1997     | benannt nach dem benachbarten Güterbahnhof Soltau Süd |
| Am Halifax                      | Ahlften        | 1. März 1970      | erinnert an den alten Schlittschuhläuferverein Halifax, auch der anliegende Röderspark wird Halifax genannt |
| Am Hang                         | Harber         | 22. Aug. 1969     | |
| Am Hegt                         | Harber         | 22. Aug. 1968     | |
| Am Helmstein                    | Dittmern       | 21. Aug. 1969     | |
| Am Hohen Eitz                   | Soltau         | 18. Dez. 1996     | |
| Am Hohen Kamp                   | Harber         | 22. Mai 1991      | |
| Am Hollbusch                    | Wolterdingen   | 20. Feb. 1970     | |
| Am Hornberg                     | Soltau         | 13. Okt. 1983     | |
| Am Hungerborn                   | Soltau         | 24. Feb. 1970     | benannt nach einer namensgleichen Quelle (alte Bezeichnung Born), an der Hunger und Durst gelöscht werden konnten |
| Am Husselbeck                   | Harber         | 22. Aug. 1969     | |
| Am Kahlberg                     | Tetendorf      | 21. Feb. 2002     | |
| Am Mönchenberg                  | Harber         | 22. Aug. 1969     | |
| Am Oeninger Moor                | Soltau         |                   | benannt nach dem Ortsteil Oeningen |
| Am Sandberg                     | Soltau         | 24. Feb. 1970     | |
| Am Schwarzen Busch              | Soltau         | 24. Feb. 1970     | |
| Am Spiekerhof                   | Soltau         | 24. Feb. 1970     | benannt nach dem Spiekerhof |
| Am Stuckeberg                   | Tetendorf      | 28. Feb. 1970     | |
| Am Wacholderpark                | Oeningen       | 1. Okt. 1978      | benannt nach dem Erholungs- und Heidegebiet Wacholderpark |
| Am Wall                         | Dittmern       | 21. Aug. 1969     | |
| Am Westerfeld                   | Meinern        | 2. Dez. 1998      | |
| Am Wildpark                     | Wolterdingen   | 20. Feb. 1970     | benannt nach dem ehemaligen Wildpark Heidenhof, heute Heide-Park |
| Amselweg                        | Soltau         | 24. Feb. 1970     | benannt nach der Vogelart Amsel |
| An de Schöppstee                | Soltau         | 10. Sep. 2004     | benannt nach einer alten Schöpfstelle |
| An den Kiefern                  | Soltau         | 24. Feb. 1970     | benannt nach der Baumart Kiefern |
| An den Sieben Stücken           | Soltau         | 13. Apr. 1977     | |
| An der Almaue                   | Soltau         |                   | benannt nach dem Neubaugebiet Almaue |
| An der Bundesstraße             | Harber         | 1. Juli 1986      | benannt nach den Bundesstraßen 71 und 209 |
| An der Steinfabrik              | Harber         |                   | |
| An der Weide                    | Soltau         | 24. Feb. 1970     | |
| An der Zionskirche              | Soltau         | 24. Feb. 1970     | benannt nach der Zionskirche |
| Andre-Lütjens-Straße            | Soltau         | 26. Apr. 1991     | benannt nach dem Soltauer Wirt André Lütjens (1869–1952) |
| Anne-Frank-Straße               | Soltau         | 21. Feb. 1985     | benannt nach dem Holocaust-Opfer Anne Frank (1929–1945) |
| Aueweg                          | Soltau         | 24. Feb. 1970     | |
| Auf dem Borstel                 | Wolterdingen   | 20. Feb. 1970     | |
| Auf dem Hoyn                    | Soltau         | 24. Feb. 1970     | |
| Auf dem Meeck                   | Wolterdingen   | 20. Feb. 1970     | |
| Auf dem Simpel                  | Wolterdingen   |                   | |
| Auf den Helln                   | Soltau         | 24. Feb. 1970     | |
| August-Wöhler-Straße            | Soltau         | 24. Feb. 1970     | benannt nach dem Soltauer Ingenieur August Wöhler (1819–1914), früherer Name: Kurze Straße |
| Bachstraße                      | Soltau         | 24. Feb. 1970     | benannt nach dem Komponisten Johann Sebastian Bach (1685–1750) |
| Baderstraße                     | Soltau         | 2. Okt. 1991      | benannt nach dem Beruf des Baders |
| Bahnhofstraße                   | Soltau         | 24. Feb. 1970     | benannt nach dem benachbarten Bahnhof Soltau (Han) |
| Barmbruch                       | Meinern        |                   | benannt nach dem Ort Barmbruch |
| Barmbrucher Weg                 | Meinern        | 20. Feb. 1970     | benannt nach dem Ort Barmbruch |
| Bassel                          | Brock          | 20. Feb. 1970     | benannt nach dem Ort Bassel |
| Baumschulenweg                  | Soltau         | 24. Feb. 1970     | benannt nach einer ehemaligen Obstbaumschule der Firma Breiding |
| Beethovenstraße                 | Soltau         | 24. Feb. 1970     | benannt nach dem Komponisten Ludwig van Beethoven (1770–1827) |
| Behrmanns-Damm                  | Wolterdingen   |                   | |
| Beim Helmstein                  | Dittmern       |                   | |
| Beim Schäferkreuz               | Tetendorf      | 15. Dez. 1999     | benannt nach dem Schäferkreuz, das nach einer alten Sage zum Gedenken an einen Schäfer aufgestellt wurde, der von einem seiner Schafe getötet wurde                                                                   |
| Bergstraße                      | Soltau         | 24. Feb. 1970     | |
| Berliner Platz                  | Soltau         | 24. Feb. 1970     | benannt nach der damals geteilten Stadt Berlin |
| Betenbarg                       | Harber         | 15. Apr. 1997     | Benannt nach einem Flurstück (Lage) aus dem Gebiet rund um Harber/Tiegen |
| Bickbeerengrund                 | Soltau         | 4. Aug. 1993      | benannt nach der Bickbeere, eine regionale Bezeichnung für die Heidelbeere |
| Billunghof                      | Soltau         | 24. Feb. 1970     | benannt nach Hermann Billung, Herzog von Sachsen |
| Billungstraße                   | Soltau         | 24. Feb. 1970     | benannt nach Hermann Billung, Herzog von Sachsen |
| Birkhahnweg                     | Dittmern       | 21. Aug. 1969     | benannht nach der Vogelart Birkhuhn (männliche Form) |
| Birkenstraße                    | Soltau         | 24. Feb. 1970     | benannt nach einem großen Birkenwald, der sich bis zum Ende des Zweiten Weltkrieges auf der noch nicht bebauten Straßenseite befand                                                                                   |
| Blumenstraße                    | Soltau         | 24. Feb. 1970     | |
| Böhlweg                         | Wolterdingen   |                   | |
| Böhmeweg                        | Wolterdingen   | 20. Feb. 1970     | benannt nach dem Fluss Böhme |
| Böhmheide                       | Soltau         | 24. Feb. 1970     | erste Siedlung außerhalb der befestigten Stadt zu Beginn des 30-jährigen Krieges, besteht aus mehreren Straßen |
| Bommelser Straße                | Woltem         |                   | benannt nach dem Ort Bommelsen |
| Böningweg                       | Soltau         | 24. Feb. 1970     | benannt nach dem Soltau Lehrer Karl Böning (1812–1893) |
| Bornemannstraße                 | Soltau         | 24. Feb. 1970     | benannt nach der Familie Bornemann, die verschiedene Ratsherren und Bürgermeister in Soltau stellte |
| Bornkamp                        | Soltau         | 24. Feb. 1970     | |
| Böttcherstraße                  | Soltau         | 19. Dez. 1983     | benannt nach dem Beruf des Böttchers |
| Brandenburger Hof               | Soltau         | 24. Feb. 1970     | |
| Brandenburger Straße            | Soltau         | 24. Feb. 1970     | |
| Breck                           | Marbostel      | 21. Feb. 1970     | |
| Breidingsgarten                 | Soltau         | 24. Feb. 1970     | benannt nach dem benachbarten Landschaftspark Breidings Garten aus dem 19. Jahrhundert |
| Breidingstraße                  | Soltau         | 24. Feb. 1970     | benannt nach Carl Breiding (1784–1861), Fabrikant und Bürgermeister in Soltau 1832–1848 |
| Brekland                        | Meinern        | 20. Feb. 1970     | |
| Breslauer Straße                | Soltau         | 24. Feb. 1970     | benannt nach der polnischen Stadt Breslau |
| Brinkstraße                     | Wolterdingen   | 20. Feb. 1970     | |
| Brock                           | Brock          | 20. Feb. 1970     | |
| Brombeerweg                     | Soltau         | 24. Feb. 1970     | benannt nach der Brombeere |
| Brüderstraße                    | Soltau         | 24. Feb. 1970     | benannt nach der neuapostolischen Brüdergemeinde, die hier ihren ersten Kirchenraum in Soltau einrichtete |
| Brümmerhof                      | Moide          |                   | benannt nach dem Brümmerhof |
| Buchenweg                       | Soltau         | 24. Feb. 1970     | benannt nach der Baumart Buche |
| Buchhopsweg                     | Soltau         | 24. Feb. 1970     | |
| Buchweizenstraße                | Wolterdingen   | 20. Feb. 1970     | benannt nach der Pflanze Buchweizen |
| Bugenhagenweg                   | Soltau         | 24. Feb. 1970     | benannt nach Johannes Bugenhagen (1485–1558), Reformator und Wegbegleiter Martin Luthers |
| Büntweg                         | Wolterdingen   | 20. Feb. 1970     | |
| Burg                            | Soltau         | 24. Feb. 1970     | benannt nach der früheren Burg |
| Bürgermeister-Lindloff-Platz    | Soltau         | 10. Sep. 1997     | benannt nach Hartwig Lindloff, Bürgermeister in Soltau 1948–1972 |
| Bürgermeister-Pfeiffer-Straße   | Soltau         | 24. Feb. 1970     | benannt nach Viktor Pfeiffer (1864–1917), Bürgermeister in Soltau 1896–1904 |
| Bürgermeister-Schultz-Straße    | Tetendorf      | 28. Feb. 1970     | benannt nach Schultz (1903–1979), Bürgermeister in Tetendorf (1946–1972) |
| Bürgermeister-Wischhoff-Straße  | Dittmern       | 21. Aug. 1969     | |
| Burggasse                       | Soltau         | 22. Okt. 1987     | benannt nach der früheren Burg |
| Carl-Benz-Straße                | Soltau         | 15. Mai 1972      | benannt nach dem Automobilpionier Carl Benz (1844–1929) |
| Carl-Friedrich-Goerdeler-Straße | Soltau         | 19. Dez. 1970     | benannt nach dem Widerstandskämpfer Carl Friedrich Goerdeler (1884–1945) |
| Carl-Mardorf-Weg                | Soltau         | 24. Feb. 1970     | benannt nach dem Lehrer und Fotografen Wilhelm Carl Mardorf (1890–1970) |
| Carl-von-Ossietzky-Straße       | Soltau         | 19. Dez. 1983     | benannt nach dem Journalisten und Friedensnobelpreisträger Carl von Ossietzky (1889–1938) |
| Celler Straße                   | Soltau         | 24. Feb. 1970     | benannt nach der Stadt Celle |
| Charlottenstraße                | Soltau         | 24. Feb. 1970     | benannt nach Charlotte Röders (geb. Wenz), der Ehefrau von Eduard Röders |
| Claudiusstraße                  | Soltau         | 19. Dez. 1983     | benannt nach dem Dichter Matthias Claudius (1740–1815) |
| Damaschkeweg                    | Soltau         | 24. Feb. 1970     | benannt nach dem Bodenreformer Adolf Damaschke (1865–1935) |
| Dannhorn                        | Marbostel      | 21. Feb. 1970     | benannt nach dem Ort Dannhorn |
| Danziger Hof                    | Soltau         | 24. Feb. 1970     | benannt nach der polnischen Stadt Danzig |
| Danziger Straße                 | Soltau         | 24. Feb. 1970     | benannt nach der polnischen Stadt Danzig |
| Deimern                         | Deimern        | 1. März 1970      | |
| Diedrich-Speckmann-Straße       | Soltau         | 24. Feb. 1970     | benannt nach dem Heidedichter Diedrich Speckmann (1872–1938) |
| Diesterwegstraße                | Soltau         | 24. Feb. 1970     | benannt nach dem Pädagogen Adolph Diesterweg (1790–1866) |
| Dietrich-Bonhoeffer-Straße      | Soltau         | 19. Dez. 1983     | benannt nach dem Theologen und Widerstandskämpfer Dietrich Bonhoeffer (1906–1945) |
| Dittmern                        | Dittmern       | 21. Aug. 1969     | |
| Dittmerner Mühlenweg            | Hötzingen      | 22. Feb. 1969     | benannt nach der Mühle des Ortes Dittmern |
| Dreikronenweg                   | Meinern        | 20. Feb. 1970     | |
| Drögenheide                     | Ahlften        |                   | |
| Drosselweg                      | Soltau         | 24. Feb. 1970     | benannt nach der Vogelart Drossel |
| Drülloh                         | Harber         | 12. März 1998     | benannt nach einem Landschaftsgebiet 1,0 km südöstlich (Lage) von Harber, südlich vom Campingplatz Ferienparadies Mühlenbach.                                                                                         |
| Ebsmoor                         | Ahlften        | 1. März 1970      | |
| Eckermannweg                    | Soltau         | 19. Dez. 1983     | benannt nach dem Dichter Johann Peter Eckermann (1792–1854) |
| Edelingstraße                   | Soltau         | 24. Feb. 1970     | benannt nach dem Geschlecht der Edeling |
| Edith-Stein-Straße              | Soltau         | 21. Feb. 1985     | benannt nach der Philosophin und Märtyrin Edith Stein (1891–1942) |
| Eduard-Röders-Straße            | Soltau         | 24. Feb. 1970     | benannt nach dem Soltauer Fabrikanten Eduard Röders (1842–1928) |
| Eduard-Salfeld-Straße           | Soltau         | 24. Feb. 1970     | benannt nach Eduard Salfeld, erster Pastor der Soltauer Lutherkirche |
| Eduard-Wendebourg-Weg           | Soltau         |                   | benannt nach dem Architekten Eduard Wendebourg (1857–1940), der mehrere Kirchen in Soltau entwarf |
| Eibenweg                        | Soltau         | 24. Feb. 1970     | benannt nach der Pflanzenart Eibe |
| Eichenbrink                     | Soltau         | 24. Feb. 1970     | |
| Einfrielinger Weg               | Ahlften        | 1. März 1970      | benannt nach dem Ort Einfrielingen |
| Eitze                           | Woltem         | 1. Sep. 1986      | benannt nach dem Ort Eitze |
| Ellingen                        | Wiedingen      | 1. März 1970      | benannt nach dem Ort Ellingen |
| Ellinger Straße                 | Soltau         |                   | benannt nach dem Ort Ellingen |
| Ellinger Weg                    | Wolterdingen   |                   | benannt nach dem Ort Ellingen |
| Elsterweg                       | Soltau         | 24. Feb. 1970     | benannt nach der Vogelart Elster |
| Emhof                           | Hötzingen      | 22. Feb. 1970     | benannt nach dem Ort Emhof |
| Emmingen                        | Hötzingen      | 22. Feb. 1970     | benannt nach dem Ort Emmingen |
| Erlengrund                      | Dittmern       | 21. Aug. 1969     | |
| Erlenweg                        | Soltau         | 24. Feb. 1970     | benannt nach der Baumart Erle |
| Ernst-August-Straße             | Soltau         | 24. Feb. 1970     | benannt nach Ernst August von Braunschweig und Lüneburg (1887–1953), anlässlich der Hochzeit Ernst Augusts und der Eröffnung der Offizier-Reitschule in Soltau 1913 wurde diese Straße angelegt und benannt           |
| Eschenweg                       | Soltau         | 24. Feb. 1970     | benannt nach der Baumart Esche |
| Eva-Maria-Buch-Straße           | Soltau         |                   | benannt nach der Widerstandskämpferin Eva-Maria Buch (1921–1943) |
| Färberring                      | Soltau         | 18. Sep. 1995     | benannt nach dem Beruf des Färbers |
| Falshorn                        | Wiedingen      | 1. März 1970      | |
| Fasanenweg                      | Dittmern       | 21. Aug. 1969     | benannt nach der Vogelart Fasan |
| Feldstraße                      | Soltau         | 24. Feb. 1970     | |
| Fichteweg                       | Soltau         | 24. Feb. 1970     | benannt nach dem Philosophen Johann Gottlieb Fichte (1762–1814) |
| Finkenweg                       | Soltau         | 13. Okt. 1983     | benannt nach der Vogelart Finken |
| Flachslandstraße                | Soltau         | 24. Feb. 1970     | benannt nach dem früheren Anbau von Flachs an dieser Stelle |
| Forellenweg                     | Soltau         | 13. Okt. 1983     | benannt nach der Fischart Forelle |
| Forstgarten                     | Soltau         | 13. Okt. 1983     | |
| Franz-Büttner-Straße            | Soltau         | 24. Feb. 1970     | benannt nach dem Chirurgen und ehemaligen Leiter des Soltauer Krankenhauses Franz Büttner |
| Freiherr-vom-Stein-Straße       | Soltau         | 24. Feb. 1970     | benannt nach dem preußischen Beamten Heinrich Friedrich Karl vom und zum Stein (1757–1831) |
| Freudenthalstraße               | Soltau         | 24. Feb. 1970     | benannt nach den Brüdern Friedrich Freudenthal (1849–1929) und August Freudenthal (1851–1898) |
| Friedenstraße                   | Soltau         | 24. Feb. 1970     | benannt nach der Friedenseiche, die an den Friedensschluss der Kriege von 1870/71 erinnern soll |
| Frido-Witte-Weg                 | Soltau         | 24. Feb. 1970     | benannt nach dem Soltauer Maler Frido Witte (1881–1965) |
| Friedrich-Einhoff-Ring          | Soltau         | 22. Juni 1995     | benannt nach dem Soltau Maler und Ehrenbürger Friedrich Einhoff (1901–1988) |
| Friedrich-Ludwig-Jahn-Straße    | Soltau         | 24. Feb. 1970     | benannt nach Friedrich Ludwig Jahn (1798–1852), Begründer der Turnbewegung |
| Frielingen                      | Woltem         |                   | benannt nach dem Ort Frielingen |
| Fritz-Reuter-Straße             | Soltau         | 24. Feb. 1970     | benannt nach dem Dichter und Schriftsteller Fritz Reuter (1810–1874) |
| Fröbelstraße                    | Soltau         | 13. Okt. 1983     | benannt nach dem deutschen Pädagogen Friedrich Fröbel |
| Fuchsschneise                   | Dittmern       | 21. Aug. 1969     | |
| Fuhrenkamp                      | Soltau         | 24. Feb. 1970     | |
| Fuhrhop                         | Brock          |                   | |
| Gartenstraße                    | Soltau         | 24. Feb. 1970     | benannt nach den sogenannten Lehmkuhlengärten der Soltauer Bürger |
| Gaudigstraße                    | Soltau         | 13. Okt. 1983     | benannt nach dem Reformpädagogen Hugo Gaudig (1860–1923) |
| Gellertstraße                   | Soltau         | 24. Feb. 1970     | benannt nach dem Dichter Christian Fürchtegott Gellert (1715–1769) |
| Georg-Droste-Weg                | Soltau         | 24. Feb. 1970     | benannt nach dem Dichter Georg Droste (1866–1935) |
| Georges-Goffart-Weg             | Soltau         | 21. Feb. 1985     | benannt nach dem Belgier Georges Goffart (1891–1974), der als Kriegsgefangener nach Wolterdingen kam und in der Zeit die Gestaltung des Innenraums der St. Marien-Kirche übernahm. Nach dem Krieg blieb er in Soltau. |
| Georges-Lemoine-Platz           | Soltau         | 6. Nov. 2003      | benannt nach dem Franzosen Georges Lemoine (1914–1988), Mitbegründer der Städtepartnerschaft zwischen Soltau und Laon                                                                                                 |
| Gerberplatz                     | Soltau         | 22. Juni 1995     | benannt nach dem Beruf des Gerbers |
| Gerstenweg                      | Wolterdingen   | 20. Feb. 1970     | benannt nach der Pflanzenart Gerste |
| Geschwister-Scholl-Straße       | Soltau         | 19. Dez. 1983     | benannt nach den Widerstandskämpfern Hans Scholl (1918–1943) und Sophie Scholl (1921–1943) |
| Ginsterweg                      | Soltau         | 24. Feb. 1970     | benannt nach der Pflanzenart Ginster |
| Goethestraße                    | Soltau         | 13. Okt. 1983     | benannt nach dem Dichter und Schriftsteller Johann Wolfgang von Goethe (1749–1832) |
| Gorch-Fock-Straße               | Soltau         | 13. Okt. 1983     | benannt nach dem Schriftsteller Gorch Fock alias Johann Wilhelm Kinau (1880–1916) |
| Gottfried-von-Cramm-Straße      | Soltau         | 19. Dez. 1983     | benannt nach dem Tennisspieler Gottfried von Cramm (1909–1976) |
| Gottlieb-Daimler-Straße         | Harber         | 29. Jan. 2007     | benannt nach dem Automobilpionier Gottlieb Daimler (1834–1900) |
| Graf-von-Galen-Straße           | Soltau         | 26. Apr. 1991     | benannt nach dem Kardinal Clemens August Graf von Galen (1878–1946) |
| Graf-von-Moltke-Straße          | Soltau         | 15. Dez. 1988     | benannt nach dem Widerstandskämpfer Helmuth James Graf von Moltke (1907–1945) |
| Graf-von-Stauffenberg-Allee     | Soltau         |                   | benannt nach dem Widerstandskämpfer Claus Schenk Graf von Stauffenberg (1907–1944) |
| Grasengrund                     | Deimern        |                   | |
| Grenzwall                       | Wolterdingen   | 20. Feb. 1970     | |
| Greveweg                        | Soltau         | 24. Feb. 1970     | benannt nach dem Soltauer Lehrer und Kantor Georg Greve (1844–1931) |
| Großeholz                       | Meinern        | 20. Feb. 1970     | benannt nach dem Ort Großeholz |
| Grüne Aue                       | Dittmern       | 21. Aug. 1969     | |
| Grünhagensweg                   | Soltau         | 24. Feb. 1970     | benannt nach dem Geschlecht der Grünhagen, das einen Hof an der Rosenstraße besaß |
| Habichtsweg                     | Soltau         | 13. Okt. 1983     | benannt nach der Vogelart Habicht |
| Haferweg                        | Wolterdingen   | 29. Dez. 2009     | benannt nach der Pflanzenart Hafer |
| Hagebuttenweg                   | Wolterdingen   | 20. Feb. 1970     | benannt nach der Hagebutte |
| Hagen                           | Soltau         | 24. Feb. 1970     | Siedlungsgebiet um die Burg wurde früher durch einen Stadtgraben und ein Schutzgehege gesichert, dadurch entstand der Name Hagen                                                                                      |
| Hambostel                       | Dittmern       | 27. Juni 2005     | benannt nach dem Ort Hambostel |
| Händelstraße                    | Soltau         | 13. Okt. 1983     | benannt nach dem Komponisten Georg Friedrich Händel (1685–1759) |
| Hanna-Rehr-Straße               | Soltau         |                   | benannt nach der Soltauer Hebamme Hanna Rehr (1917–1995) |
| Harburger Straße                | Soltau         | 24. Feb. 1970     | benannt nach der Stadt Harburg |
| Harber Moor                     | Harber         |                   | |
| Harm-Tyding-Hof                 | Soltau         | 24. Feb. 1970     | benannt nach dem Soltauer Harm Tyding, der 1519 während der Hildesheimer Stiftsfehde durch eine List die Stadt vor der Zerstörung rettete                                                                             |
| Harm-Tyding-Straße              | Soltau         | 24. Feb. 1970     | benannt nach dem Soltauer Harm Tyding, der 1519 während der Hildesheimer Stiftsfehde durch eine List die Stadt vor der Zerstörung rettete                                                                             |
| Harmelingen                     | Deimern        | 1. März 1970      | benannt nach dem Ort Harmelingen |
| Harmelinger Horstweg            | Deimern        | 1. März 1970      | benannt nach dem Ort Harmelingen |
| Haselhang                       | Soltau         | 24. Feb. 1970     | |
| Hasenheide                      | Soltau         | 22. Aug. 1969     | |
| Hasenwinkel                     | Soltau         | 13. Okt. 1983     | |
| Hauptstraße                     | Dittmern       | 21. Aug. 1969     | |
| Hebenbrock                      | Brock          | 20. Feb. 1970     | benannt nach dem Ort Hebenbrock |
| Heidberg                        | Harber         | 11. Aug. 1986     | |
| Heidenhof                       | Dittmern       | 21. Aug. 1969     | |
| Heidjerweg                      | Ahlften        | 1. März 1970      | benannt nach der Bezeichnung Heidjer für Bewohner der Lüneburger Heide |
| Heidlandstraße                  | Soltau         | 24. Feb. 1970     | |
| Heinrich-Heine-Straße           | Soltau         | 22. Okt. 1987     | benannt nach dem Dichter und Schriftsteller Heinrich Heine (1797–1856) |
| Heinrich-Mann-Straße            | Soltau         | 19. Dez. 1983     | benannt nach dem Schriftsteller Heinrich Mann (1871–1950) |
| Henning-von-Tresckow-Weg        | Soltau         | 8. Sep. 2005      | benannt nach dem Widerstandskämpfer Henning von Tresckow (1901–1944) |
| Herbartstraße                   | Soltau         | 24. Feb. 1970     | benannt nach dem Philosophen und Pädagogen Johann Friedrich Herbart (1776–1841) |
| Herderstraße                    | Soltau         | 13. Okt. 1983     | benannt nach dem Dichter Johann Gottfried Herder (1744–1803) |
| Herzog-Bernd-Straße             | Soltau         | 24. Feb. 1970     | benannt nach Herzog Bernd, der 1388 die Urkunde unterschrieb, die Soltau Stadtrechte verlieh |
| Herzog-Magnus-Straße            | Soltau         | 19. Dez. 1983     | benannt nach dem sächsischen Herzog Magnus Billung (1045–1106) |
| Hinter der Wiese                | Soltau         |                   | |
| Hirtenweg                       | Soltau         | 24. Feb. 1970     | benannt nach dem Beruf des Hirten |
| Hof Abelbeck                    | Harber         |                   | |
| Hof Alm                         | Meinern        |                   | |
| Hof Loh                         | Tetendorf      |                   | |
| Hof Nottorf                     | Mittelstendorf | 13. Apr. 1977     | |
| Hof Willenbockel                | Moide          |                   | |
| Hof Willingen                   | Meinern        |                   | |
| Hollenmoor                      | Soltau         | 24. Feb. 1970     | |
| Honhorstweg                     | Soltau         | 13. Okt. 1983     | benannt nach dem Geschlecht Von der Horst |
| Höpenhof                        | Dittmern       | 21. Aug. 1969     | |
| Hötzingen                       | Hötzingen      | 20. Feb. 1970     | |
| Hoyner Heide                    | Soltau         | 20. März 2000     | |
| Huckenrieth                     | Wolterdingen   |                   | benannt nach dem Ort Huckenrieth |
| Hubenkamp                       | Wolterdingen   | 20. Feb. 1970     | |
| Hummelweg                       | Soltau         | 13. Okt. 1983     | benannt nach der Insektenart Hummel |
| Imbrock                         | Brock          | 20. Feb. 1970     | benannt nach dem Ort Imbrock |
| Im Dorf                         | Tetendorf      |                   | |
| Immenweg                        | Soltau         | 13. Okt. 1983     | benannt nach Immen als umgangssprachliche Bezeichnung für Bienen |
| Im Winkel                       | Soltau         | 14. Mai 1998      | |
| In den Hübeeten                 | Soltau         | 24. Feb. 1970     | benannt nach den Heubeeten, die sich früher an dieser Stelle befanden |
| In der Drögenheide              | Wolterdingen   |                   | |
| In der Heide                    | Wolterdingen   | 20. Feb. 1970     | benannt nach der Pflanzenart Heide |
| In der Reith                    | Wolterdingen   | 20. Feb. 1970     | Reith ist die niederdeutsche Bezeichnung für Reet |
| In der Weide                    | Soltau         | 24. Feb. 1970     | |
| Jochen-Klepper-Straße           | Soltau         | 24. Feb. 1970     | benannt nach dem Schriftsteller Jochen Klepper (1903–1942) |
| Johanna-Röders-Ring             | Soltau         |                   | benannt nach der Soltauerin Johanna Röders (1851–1926), die sich als Pionierin in den Bereichen Kinderbetreuung und Krankenpflege einsetzte                                                                           |
| Johann-Georg-Elser-Allee        | Soltau         |                   | benannt nach dem Widerstandskämpfer Johann Georg Elser (1903–1945) |
| Julius-Leber-Straße             | Soltau         | 22. Okt. 1987     | benannt nach dem Politiker und Widerstandskämpfer Julius Leber (1891–1945) |
| Kabenbusch                      | Ahlften        | 1. März 1970      | |
| Kamerun                         | Hötzingen      |                   | benannt nach dem Ort Kamerun |
| Kampstraße                      | Soltau         | 24. Feb. 1970     | |
| Kannengießerstraße              | Soltau         | 22. Juni 1995     | benannt nach dem Beruf des Kannengießers |
| Kantweg                         | Soltau         | 24. Feb. 1970     | benannt nach dem Philosophen Immanuel Kant (1724–1804) |
| Karl-Baurichter-Straße          | Soltau         | 29. Dez. 1988     | benannt nach Karl Baurichter (1885–1983), Soltauer Schuldirektor, Heimatforscher und Mitbegründer des Soltauer Museums                                                                                                |
| Kastanienweg                    | Soltau         | 13. Okt. 1983     | benannt nach der Baumart Kastanie |
| Kerschensteinerstraße           | Soltau         | 13. Okt. 1983     | benannt nach dem Pädagogen Georg Kerschensteiner (1854–1932) |
| Kiebitzweg                      | Soltau         | 13. Okt. 1983     | benannt nach der Vogelart Kiebitz |
| Kiefernweg                      | Meinern        | 20. Feb. 1970     | benannt nach der Baumart Kiefer |
| Kinaustraße                     | Soltau         | 24. Feb. 1970     | benannt nach dem niederdeutschen Schriftsteller Rudolf Kinau (1887–1975) |
| Kirchstraße                     | Soltau         | 24. Feb. 1970     | benannt nach der benachbarten St.-Johannis-Kirche |
| Klabundeweg                     | Soltau         | 24. Feb. 1970     | benannt nach dem Politiker Erich Klabunde (1907–1950) |
| Klaus-Groth-Straße              | Soltau         | 24. Feb. 1970     | benannt nach dem Dichter Klaus Groth (1819–1899) |
| Kleiner Ring                    | Ahlften        | 1. März 1970      | |
| Kleinschmiedstraße              | Soltau         | 19. Dez. 1983     | benannt nach dem Beruf des Kleinschmieds |
| Kleiststraße                    | Soltau         | 13. Okt. 1983     | benannt nach dem Schriftsteller Heinrich von Kleist (1777–1811) |
| Königsberger Straße             | Soltau         | 24. Feb. 1970     | benannt nach der Stadt Königsberg |
| Königskrug                      | Hötzingen      | 22. Feb. 1970     | benannt nach dem Ort Königskrug |
| Kreuzkamp                       | Woltem         | 1. Sep. 1986      | |
| Kronsbeerenweg                  | Soltau         | 13. Okt. 1983     | benannt nach der Kronsbeere, regionale Bezeichnung für die Preiselbeere |
| Krumme Rieth                    | Soltau         | 24. Feb. 1970     | |
| Kürschnerweg                    | Soltau         | 22. Juni 1995     | benannt nach dem Beruf des Kürschners |
| Lakenmacherstraße               | Soltau         | 19. Dez. 1983     | benannt nach dem Beruf des Lakenmachers |
| Landolfdamm                     | Soltau         | 24. Feb. 1970     | benannt nach dem Missionar Landolf, der 971 zusammen mit Hermann Billung die erste Kirche in Hermannsburg errichtete                                                                                                  |
| Landolfhof                      | Soltau         | 24. Feb. 1970     | benannt nach dem Missionar Landolf, der 971 zusammen mit Hermann Billung die erste Kirche in Hermannsburg errichtete                                                                                                  |
| Langobardenweg                  | Soltau         | 24. Feb. 1970     | benannt nach dem germanischen Volksstamm der Langobarden, der um 300 n. Chr. in der Nähe von Soltau ansässig war |
| Leitzingen                      | Leitzingen     | 20. Feb. 1970     | |
| Lerchenstraße                   | Soltau         | 24. Feb. 1970     | benannt nach der Vogelart Lerchen |
| Lessingstraße                   | Soltau         | 24. Feb. 1970     | benannt nach dem Dichter und Schriftsteller Gotthold Ephraim Lessing (1729–1781) |
| Libellenweg                     | Soltau         | 24. Nov. 2008     | benannt nach der Insektenart Libellen |
| Lohengaustraße                  | Soltau         | 24. Feb. 1970     | benannt nach dem sächsischen Gau, zu dem auch Soltau gehörte, erinnert zudem an den Soltauer Heimatbund Lohengau |
| Lönsweg                         | Soltau         | 24. Feb. 1970     | benannt nach dem Heideschriftsteller Hermann Löns (1866–1914) |
| Lorenz-Wiegels-Straße           | Soltau         | 24. Feb. 1970     | benannt nach dem Soltauer Bauunternehmer Lorenz Wiegels (1833–1915) |
| Louis-Harms-Straße              | Soltau         | 24. Feb. 1970     | benannt nach dem Prediger und Theologen Louis Harms (1808–1865) |
| Lümernweg                       | Leitzingen     |                   | |
| Lüneburger Straße               | Soltau         | 24. Feb. 1970     | benannt nach der Stadt Lüneburg |
| Lütjeholz                       | Meinern        | 20. Feb. 1970     | benannt nach dem Ort Lütjeholz |
| Marbostel                       | Marbostel      | 21. Feb. 1970     | |
| Marbosteler Weg                 | Mittelstendorf | 1. Sep. 1986      | benannt nach dem Ort Marbostel |
| Marienburger Damm               | Soltau         | 24. Feb. 1970     | benannt nach der Stadt Marienburg |
| Marktstraße                     | Soltau         | 10. Aug. 1983     | benannt nach den Märkten, die auch heute noch dort abgehalten werden |
| Martin-Luther-Straße            | Soltau         | 24. Feb. 1970     | benannt nach dem Reformator Martin Luther (1483–1546) |
| Meinern                         | Meinern        | 20. Feb. 1970     | |
| Meßhausen                       | Marbostel      | 21. Feb. 1970     | benannt nach dem Ort Meßhausen |
| Meßhäuser Kirchweg              | Soltau         | 24. Feb. 1970     | benannt nach dem Ort Meßhausen |
| Meßhäuser Weg                   | Soltau         | 24. Feb. 1970     | benannt nach dem Ort Meßhausen |
| Meyers Bruch                    | Soltau         |                   | |
| Mittelstendorf                  | Mittelstendorf |                   | |
| Moide                           | Moide          |                   | |
| Moider Mühlenweg                | Harber         | 22. Aug. 1969     | benannt nach der Mühle des Ortes Moide |
| Montessoristraße                | Soltau         | 13. Okt. 1983     | benannt nach der italienischen Ärztin und Pädagogin Maria Montessori (1870–1952) |
| Moorstraße                      | Soltau         | 24. Feb. 1970     | |
| Mozartstraße                    | Soltau         | 24. Feb. 1970     | benannt nach dem Komponisten Wolfgang Amadeus Mozart (1756–1791) |
| Mühlenstraße                    | Soltau         | 24. Feb. 1970     | benannt nach der Wenser Mühle, der heutigen Waldmühle |
| Mühlenweg                       | Soltau         | 24. Feb. 1970     | benannt nach der Wenser Mühle, der heutigen Waldmühle |
| Mümmelmannsweg                  | Soltau         | 21. Feb. 1985     | benannt nach dem Mümmelmann, einer anderen Bezeichnung für den Hasen |
| Mundschenkweg                   | Soltau         | 13. Okt. 1983     | benannt nach Leonhard Mundschenk (1834–1919), Gründer der Druckerei Mundschenk und erster Herausgeber der Böhme-Zeitung                                                                                               |
| Nach dem Höllen                 | Wolterdingen   | 20. Feb. 1970     | |
| Neue Gärten                     | Soltau         | 24. Feb. 1970     | |
| Neue Straße                     | Soltau         | 24. Feb. 1970     | Erinnerung an einen großen Brand in Soltau 1863, bei dem 32 Gebäude zerstört wurden |
| Neuer Hagen                     | Soltau         | 13. Okt. 1983     | |
| Neues Rottland                  | Soltau         | 24. Feb. 1970     | benannt nach den Ländereien, die den Rotts der Schützengilde zur Verfügung standen |
| Neuhaus                         | Marbostel      |                   | |
| Nickelstraße                    | Soltau         | 13. Okt. 1983     | benannt nach dem Soltauer Schuldirektor und Heimatforscher Nickel |
| Nottorf                         | Mittelstendorf | 13. Apr. 1977     | benannt nach dem Ort Nottorf |
| Oeningen                        | Oeningen       | 20. Juli 1970     | |
| Oeninger Weg                    | Soltau         | 24. Feb. 1970     | benannt nach dem Ort Oeningen |
| Osterbruch                      | Soltau         | 24. Feb. 1970     | |
| Osterfeld                       | Soltau         | 30. März 2000     | |
| Otto-Husemann-Straße            | Soltau         | 24. Feb. 1970     | benannt nach dem Soltauer Ratsherren Otto Husemann |
| Pappelweg                       | Soltau         | 13. Okt. 1983     | benannt nach der Baumart Pappel |
| Parkweg                         | Soltau         | 24. Feb. 1970     | benannt nach dem benachbarten Röders-Park |
| Pastor-Bode-Weg                 | Soltau         | 24. Feb. 1970     | benannt nach dem Heidepastor und Naturschützer Pastor Bode (1860–1927) |
| Pastor-Rudolf-Schmidt-Weg       | Soltau         | 30. Mai 2007      | benannt nach dem Pastor Rudolf Schmidt (1899–1965), Mitbegründer des Soltauer Altenheims Haus Zuflucht |
| Pastor-Wolde-Weg                | Soltau         | 14. März 1991     | benannt nach dem Soltauer Pastor Daniel Friedrich Wolde (1769–1852) |
| Paul-Gerhardt-Straße            | Soltau         | 24. Feb. 1970     | benannt nach dem Theologen und Kirchenlieddichter Paul Gerhardt (1607–1676) |
| Penzhorn                        | Brock          | 20. Feb. 1970     | benannt nach dem Ort Penzhorn |
| Pestalozzistraße                | Soltau         | 13. Okt. 1983     | benannt nach dem Schweizer Pädagogen Johann Heinrich Pestalozzi (1746–1827) |
| Poggenbarg                      | Harber         |                   | benannt nach einem Flurstück (Lage) aus dem Gebiet rund um Harber/Tiegen, heutigem Landschaftsschutzgebiet Poggenberg LSG-SFA 29. Pogg ist plattdeutsch und heißt Frosch.                                             |
| Posener Straße                  | Soltau         | 24. Feb. 1970     | benannt nach der polnischen Stadt Posen |
| Postgang                        | Soltau         | 5. März 1987      | benannt nach dem ehemaligen Standort der Post (heute befindet sie sich am Georges-Lemoine-Platz) |
| Poststraße                      | Soltau         | 24. Feb. 1970     | benannt nach dem Haus von Ernst Habermann, in dem sich früher die Post befand |
| Quergasse                       | Soltau         | 24. Feb. 1970     | |
| Querland                        | Harber         | 17. Apr. 1999     | Benannt nach einem Flurstück (Lage) aus dem Gebiet rund um Harber/Tiegen |
| Rademacherstraße                | Soltau         | 19. Dez. 1983     | benannt nach dem Beruf des Rademachers |
| Rahrsberg                       | Harber         |                   | benannt nach einer schriftlich überlieferten Flurbezeichnung aus dem Jahr 1775 |
| Raiffeisenweg                   | Soltau         | 24. Feb. 1970     | benannt nach dem Genossenschafter Friedrich Wilhelm Raiffeisen (1818–1888) |
| Reimerdinger Straße             | Wolterdingen   |                   | benannt nach dem Ort Reimerdingen |
| Reinickendorfer Straße          | Soltau         | 24. Feb. 1970     | benannt nach dem Berliner Stadtteil Reinickendorf (Patenstadtteil von Soltau); hieß ursprünglich Weideweg, Umbenennung um Verwechslungen mit den Straßen An der Weide und Weidegrund auszuschließen                   |
| Reitschulweg                    | Soltau         | 24. Feb. 1970     | benannt nach der ehemaligen Offizier-Reitschule in Soltau |
| Riensheide                      | Woltem         |                   | |
| Ringstraße                      | Ahlften        | 1. März 1970      | |
| Robert-Bosch-Straße             | Harber         | 29. Jan. 2007     | benannt nach dem Industriellen Robert Bosch (1861–1942) |
| Roggenweg                       | Wolterdingen   | 29. Dez. 2009     | benannt nach der Pflanzenart Roggen |
| Rosenstraße                     | Soltau         | 24. Feb. 1970     | benannt nach der Pflanzenart Rose |
| Rühberg                         | Soltau         | 24. Feb. 1970     | benannt nach einer alten germanischen Richtstätte (Reueberg), die sich an dieser Stelle befand |
| Rundweg                         | Wolterdingen   | 20. Feb. 1970     | |
| Saarlandstraße                  | Soltau         | 24. Feb. 1970     | benannt nach dem Saarland zur Erinnerung an das Bekenntnis zum Deutschtum 1935 |
| Sachsenweg                      | Soltau         | 24. Feb. 1970     | benannt nach dem deutschen Volksstamm der Sachsen, die um etwa 300 n. Chr. die Longobarden aus der Heide vertrieben                                                                                                   |
| Sally-Lennhoff-Gang             | Soltau         | 22. Okt. 1987     | benannt nach dem Soltauer Geschäftsmann und Holocaust-Opfer Simon "Sally" Lennhoff (1871–1943) |
| Schäfersort                     | Soltau         | 24. Feb. 1970     | benannt nach dem Soltauer Vollziehungsbeamten Schäfer, dem ersten Siedler am Kuhbach |
| Scheibenstraße                  | Soltau         | 24. Feb. 1970     | benannt nach den Schießscheiben, auf die die Schützen des Schützenvereins schossen |
| Schillerstraße                  | Soltau         | 13. Okt. 1983     | benannt nach dem Dichter Friedrich Schiller (1759–1805) |
| Schmiedegasse                   | Soltau         | 24. Feb. 1970     | benannt nach dem Beruf des Schmiedes |
| Schmiedeweg                     | Soltau         | 24. Feb. 1970     | benannt nach dem Beruf des Schmiedes |
| Schnepfenstrich                 | Dittmern       | 21. Aug. 1969     | benannt nach dem Schnepfenstrich, dem Balzflug der Waldschnepfe |
| Schneverdinger Straße           | Wolterdingen   |                   | benannt nach der Stadt Schneverdingen |
| Schubertstraße                  | Soltau         | 13. Okt. 1983     | benannt nach dem österreichischen Komponisten Franz Schubert (1797–1828) |
| Schuhmacherstraße               | Soltau         | 22. Juni 1995     | benannt nach dem Beruf des Schuhmachers |
| Schulstraße                     | Woltem         | 10. Mai 1971      | |
| Schulze-Delitzsch-Weg           | Soltau         | 24. Feb. 1970     | benannt nach dem Politiker und Genossenschaftler Hermann Schulze-Delitzsch (1808–1883) |
| Schüttenweg                     | Soltau         | 13. Okt. 1983     | benannt nach der Soltauer Familie Schütte, um 1636 lag in der Nähe der Schütten Ohlhof |
| Schützenstraße                  | Soltau         | 24. Feb. 1970     | benannt nach dem anliegenden Schützenplatz und der Schützenhalle |
| Schwemmförth                    | Soltau         | 24. Feb. 1970     | benannt nach dem Bereich der Almaue zwischen Hof Alm und Barmbruch ("die Schavenfort", dargestellt in Karte des August Papen "Pr. Lieutenant im Königl. Hannoverschen Ingenieur-Corps", Teilplan "Walsrode" von 1837) |
| Seilerstraße                    | Soltau         | 24. Feb. 1970     | benannt nach dem Beruf des Seilers, der erste Anwohner war ein Seiler |
| Simon-Aron-Gang                 | Soltau         | 29. Dez. 2009     | benannt nach dem langjährigen Soltauer Sozialarbeiter Simon Aron (1839–1926) |
| Soldiner Straße                 | Soltau         | 24. Feb. 1970     | benannt nach Soltaus Partnerstadt Myślibórz (deutsch Soldin) |
| Soltauer Straße                 | Wolterdingen   | 20. Feb. 1970     | benannt nach der Stadt Soltau |
| Sonnenberg                      | Harber         | 22. Aug. 1969     | |
| Spiekerhof                      | Soltau         |                   | benannt nach dem Spiekerhof |
| Spittastraße                    | Soltau         | 13. Okt. 1983     | benannt nach dem Theologen und Dichter Philipp Spitta (1801–1859) |
| Springhorn                      | Woltem         |                   | benannt nach dem Hof Springhorn |
| Stalmannstraße                  | Soltau         | 24. Feb. 1970     | benannt nach dem Soltauer Superintendenten Robert Stalmann (1848–1922) |
| Stettiner Straße                | Soltau         | 24. Feb. 1970     | benannt nach der polnischen Stadt Stettin |
| Strihnbarg                      | Harber         | 12. März 1998     | Benannt nach einem Flurstück (Lage) aus dem Gebiet rund um Harber |
| Stubbendorffweg                 | Soltau         | 13. Okt. 1983     | benannt nach dem Reiter und Olympiasieger Ludwig Stubbendorff (1906–1941), der längere Zeit in der Soltauer Reitschule diente                                                                                         |
| Stübeckshorn                    | Hötzingen      | 22. Feb. 1970     | benannt nach dem Ort Stübeckshorn |
| Suhrmoor                        | Wolterdingen   |                   | |
| Tannenweg                       | Soltau         | 13. Okt. 1983     | benannt nach der Baumart Tanne |
| Tannenwinkel                    | Soltau         | 21. Feb. 1985     | benannt nach der Baumart Tanne |
| Tetendorfer Straße              | Soltau         | 24. Feb. 1970     | benannt nach dem Ort Tetendorf |
| Theodor-Storm-Straße            | Soltau         | 24. Feb. 1970     | benannt nach dem Dichter und Schriftsteller Theodor Storm (1817–1888) |
| Thiergarten                     | Soltau         | 30. März 2000     | |
| Thomas-Mann-Straße              | Soltau         | 19. Dez. 1983     | benannt nach dem Schriftsteller Thomas Mann (1875–1955) |
| Tiegen                          | Harber         | 22. Aug. 1969     | benannt nach dem Ort Tiegen |
| Tiegener Busch                  | Harber         | 22. Aug. 1969     | benannt nach dem Ort Tiegen |
| Tiegener Straße                 | Harber         | 22. Aug. 1969     | benannt nach dem Ort Tiegen |
| Tilsiter Straße                 | Soltau         | 24. Feb. 1970     | benannt nach der russischen Stadt Tilsit |
| Timmerloh                       | Deimern        | 1. März 1970      | benannt nach dem Ort Timmerloh |
| Timmermanngang                  | Soltau         | 22. Okt. 1987     | benannt nach dem ehemaligen Soltauer Bürgermeister Eggert Timmermann |
| Töpferstraße                    | Soltau         | 19. Dez. 1983     | benannt nach dem Beruf des Töpfers |
| Trift                           | Soltau         | 24. Feb. 1970     | Trift (von treiben) bezeichnet den vom Vieh benutzen Weg zwischen Weideland und Stall |
| Triftstraße                     | Soltau         |                   | Trift (von treiben) bezeichnet den vom Vieh benutzen Weg zwischen Weideland und Stall |
| Uhlandstraße                    | Soltau         | 13. Okt. 1983     | benannt nach dem Dichter Ludwig Uhland (1787–1862) |
| Uhlenkamp                       | Dittmern       | 21. Aug. 1969     | |
| Ulmenweg                        | Soltau         | 13. Okt. 1983     | benannt nach der Baumart Ulme |
| Unter den Linden                | Soltau         | 24. Feb. 1970     | benannt nach der Baumart Linde |
| Up de Linnen                    | Harber         | 12. März 1998     | Benannt nach einem Flurstück (Lage) aus dem Gebiet rund um Harber |
| Upn Kiesbarg                    | Woltem         | 10. Aug. 1986     | |
| Viktoria-Luise-Straße           | Soltau         | 24. Feb. 1970     | benannt nach Viktoria Luise von Preußen (1892–1980), anlässlich der Hochzeit Ernst Viktorias und der Eröffnung der Offizier-Reitschule in Soltau 1913 wurde diese Straße angelegt und benannt                         |
| Visselhöveder Straße            | Soltau         | 24. Feb. 1970     | benannt nach der Stadt Visselhövede |
| Vogelbeerweg                    | Soltau         | 24. Feb. 1970     | benannt nach der Vogelbeere |
| Vogteigang                      | Soltau         | 22. Okt. 1987     | |
| Von-Bodelschwingh-Straße        | Soltau         | 24. Feb. 1970     | benannt nach dem Pastor und Theologen Friedrich von Bodelschwingh (1831–1910) |
| Von-der-Wense-Weg               | Soltau         | 24. Feb. 1970     | benannt nach den Rittern von der Wense, die früher größeren Landbesitz hatten |
| Vor dem Weiherbusch             | Tetendorf      | 24. Feb. 1970     | benannt nach einem kleinen Teich, der hinter den Büschen liegt |
| Vor den Höfen                   | Ahlften        | 1. März 1970      | |
| Vor der Harber Brücke           | Soltau         | 24. Feb. 1970     | benannt nach der Brücke über den Auebach |
| Wacholdergrund                  | Soltau         | 24. Feb. 1970     | benannt nach der Pflanzenart Wacholder |
| Walsroder Straße                | Soltau         | 24. Feb. 1970     | benannt nach der Stadt Walsrode |
| Waterloostraße                  | Soltau         | 24. Feb. 1970     | benannt nach der Schlacht bei Waterloo; in der Straße befanden sich anfangs nur Wohnungen für die britischen Besatzer                                                                                                 |
| Wehrkamp                        | Harber         | 12. März 1998     | Benannt nach einem Flurstück (Lage) aus dem Gebiet rund um Harber |
| Weidedamm                       | Soltau         | 24. Feb. 1970     | |
| Weidegrund                      | Soltau         | 24. Feb. 1970     | |
| Weideweg                        | Wolterdingen   | 20. Feb. 1970     | |
| Weiherweg                       | Tetendorf      | 28. Feb. 1970     | |
| Weinberg                        | Soltau         | 24. Feb. 1970     | benannt nach der Breidingschen Weinkelterei, die vor über hundert Jahren Apfelwein und Soltauer Sekt herstellte |
| Weinligstraße                   | Soltau         | 24. Feb. 1970     | benannt nach Eduard Weinlig, Ratsherr und Soltauer Bürgermeister von 1830 bis 1852 |
| Weißenkamp                      | Meinern        | 20. Feb. 1970     | benannt nach dem Ort Weißenkamp |
| Widukindstraße                  | Soltau         | 24. Feb. 1970     | benannt nach dem Herzog der Sachsen Widukind |
| Wiedingen                       | Wiedingen      | 1. März 1970      | |
| Wiedinger Weg                   | Soltau         | 24. Feb. 1970     | benannt nach dem Ort Wiedingen |
| Wieheholz                       | Wiedingen      |                   | benannt nach dem Ort Wieheholz |
| Wieheholzer Straße              | Wolterdingen   |                   | benannt nach dem Ort Wieheholz |
| Wiesenstraße                    | Soltau         | 24. Feb. 1970     | |
| Wietzendorfer Straße            | Harber         | 22. Aug. 1969     | benannt nach der Gemeinde Wietzendorf |
| Wilhelm-Busch-Straße            | Soltau         | 24. Feb. 1970     | benannt nach dem Dichter und Zeichner Wilhelm Busch (1832–1908) |
| Wilhelm-Ehlers-Straße           | Soltau         | 24. Feb. 1970     | benannt nach dem Soltauer Tierarzt und Heimatforscher Wilhelm Ehlers (1845–1927) |
| Wilhelm-Leuschner-Weg           | Soltau         | 25. Jan. 2001     | benannt nach dem Widerstandskämpfer Wilhelm Leuschner (1890–1944) |
| Wilhelm-Raabe-Straße            | Soltau         | 24. Feb. 1970     | benannt nach dem Schriftsteller Wilhelm Raabe (1831–1910) |
| Wilhelmstraße                   | Soltau         | 24. Feb. 1970     | benannt nach Kaiser Wilhelm I. (1797–1888) |
| Willi-Graf-Straße               | Soltau         |                   | benannt nach dem Widerstandskämpfer Willi Graf (1918–1943) |
| Willingen                       | Meinern        | 20. Feb. 1970     | benannt nach dem Ort Willingen |
| Willinger Weg                   | Soltau         | 19. Dez. 1983     | benannt nach dem Ort Willingen |
| Wiltengang                      | Soltau         | 4. Okt. 1990      | |
| Winkelweg                       | Tetendorf      | 28. Feb. 1970     | |
| Winsener Straße                 | Soltau         | 24. Feb. 1970     | benannt nach der Stadt Winsen (Luhe) |
| Wischengrund                    | Harber         | 15. Apr. 1997     | |
| Wolfgang-Borchert-Straße        | Soltau         | 19. Dez. 1983     | benannt nach dem Schriftsteller Wolfgang Borchert (1921–1947) |
| Woltem                          | Woltem         | 10. Mai 1971      | |
| Wolterdinger Dorfstraße         | Wolterdingen   | 20. Feb. 1970     | |
| Wüsthof                         | Mittelstendorf | 1. Sep. 1986      | benannt nach dem Wüsthof |
| Zum Ahlftener Flatt             | Soltau         | 24. Feb. 1970     | benannt nach dem Ahlftener Flatt, 1937–2011 Carl-Peters-Straße, bis 1937 Großer Buchhopsweg |
| Zu Meyers Föhr                  | Soltau         | 21. Feb. 1985     | |
| Zum Meyers Busch                | Soltau         | 3. März 2000      | |
| Zum Ebsbusch                    | Ahlften        | 1. März 1970      | |
| Zum Marrah                      | Wiedingen      | 1. März 1970      | |
| Zum Wiesengrund                 | Wolterdingen   | 20. Feb. 1970     | |
| Zur Fuchsfarm                   | Dittmern       |                   | |